# Drugskartel
Een drugskartel of drugssyndicaat is een organisatie van criminelen die is opgericht om de drugshandel te bevorderen en in eigen handen te houden. Als zodanig is het een vorm van georganiseerde misdaad. Aan het hoofd van een drugskartel staan een of meer leiders, die soms worden aangeduid als drugsbaronnen.
Drugskartels variëren van losse overeenkomsten tussen verschillende drugshandelaren tot geformaliseerde handelsondernemingen. De werking en inhoud van deze overeenkomsten zijn gelijkaardig aan die van een kartel in de economische betekenis van het woord. De benaming ontstond toen de grootste drugshandelorganisaties een overeenkomst sloten om de productie en verspreiding van cocaïne te coördineren. Sinds die overeenkomst werd verbroken wordt het begrip breder gebruikt, namelijk voor elke criminele organisatie die zich bezighoudt met drugs.
Drugskartels zijn actief in een groot aantal landen, waarbij Colombia, Brazilië, Mexico, Afghanistan en diverse landen in Zuid-Azië belangrijke thuisbases vormen voor hun activiteiten. Belangrijke ontvangstregio's zijn de landen uit de Westerse wereld, zoals de Verenigde Staten en landen uit Europa.

## Bekende drugskartels

### Colombia
Colombia telde in de tweede helft van de 20e eeuw twee grote drugskartels: Het Medellínkartel (jaren 1970-80, bekend van Pablo Escobar) en het Calikartel (jaren 1980-90). Beide vielen uiteindelijk uiteen. Sinds de jaren 1990 is het Norte del Vallekartel het belangrijkste drugskartel. Een minder bekend drugskartel uit Colombia was het Cartel de la Costa (jaren 1970-90; Caraïbische kust van Colombia). Andere Colombiaanse organisaties die met drugs in verband zijn gebracht zijn de rechtse paramilitaire organisaties Águilas Negras en Autodefensas Unidas de Colombia (AUC) en de linkse guerrillagroeperingen Nationaal Bevrijdingsleger (ELN) en de Revolutionaire Strijdkrachten van Colombia (het FARC). Pogingen om terrein terug te winnen op de Mexicaanse drugskartels hebben onder andere geleid tot de drugsonderzeeër.

### Mexico
Mexico telt een groot aantal drugskartels. Waar Colombia een belangrijk productiegebied vormt, gaat het in Mexico vooral om drugssmokkel. Veel groei werd geboekt toen de kartels in Colombia aan invloed inboetten. De strijd van de Mexicaanse overheid tegen de kartels vormt het onderwerp van de Mexicaanse drugsoorlog. Lange tijd waren het Tijuanakartel en zijn rivaal het Juárezkartel (met de gewapende eenheid La Línea) de belangrijkste drugskartels, maar tegenwoordig worden het Sinaloakartel, Golfkartel, het Jaliscokartel en La Familia Michoacana als steeds belangrijkere spelers gezien. Andere kartels zijn het Beltrán-Leyvakartel, Los Negros en Los Zetas. Verscheidene van deze kartels werken weer samen tegen andere Mexicaanse kartels. Dit leidt tot het overnemen van gebieden die concurrerende kartels als hun operatiegebied zien, wat weer leidt tot schietpartijen en moordpartijen met vele doden ten gevolg.